# Каро, Андреас
Андреас Каро (греч. Ανδρέας Καρώ; 9 сентября 1996, Никосия, Кипр) — кипрский футболист, защитник «АПОЭЛ» и сборной Кипра.

## Биография

### Клубная карьера
Воспитанник английского клуба «Ноттингем Форест». В 2016 году вернулся на Кипр, где подписал контракт с «Аполлоном». В 2017 году выиграл с командой Кубок Кипра, но из-за нехватки игровой практики, летом того же года был отдан в годичную аренду в клуб «Неа Саламина». Сезон 2018/19 также отыграл в аренде за клуб «Пафос».
В июле 2019 года Каро подписал контракт с итальянским «Лацио», но практически сразу был отдан в аренду в клуб Серии Б «Салернитана».

### Карьера в сборной
С 2011 года выступал за юношеские сборные Кипра различных возрастов. В основную сборную Кипра впервые был вызван в марте 2018 года на товарищеский матч со сборной Черногории. В том же году вызывался на матчи Лиги наций УЕФА 2018/2019, однако на поле не выходил.

## Достижения
«Аполлон» Лимасол
- Обладатель Кубка Кипра (1): 2016/2017